# Campeonato Mundial Sub-20 de Futsal de 2018 (AMF)
El Campeonato Mundial Sub-20 de Futsal de la AMF fue la segunda edición de este certamen y se disputó en Colombia del 18 al 26 de noviembre de 2018. El torneo fue organizado por la Federación Colombiana de Fútbol de Salón y la Asociación Mundial de Futsal (AMF). En este certamen participaron 12 selecciones nacionales. Su sede ha sido la ciudad de Valledupar en Cesar y los partidos se jugaron en el Coliseo Cubierto Julio Monsalvo

## Elección de la sede
Los siguientes países presentaron interés en acoger está edición del mundial
- Colombia[5][6]
- Corea del Sur: retiró la candidatura del Mundial 2019 para postularse a este mundial.

La AMF escogió a Colombia como sede de este torneo.

## Sede
La sede en la que se llevó a cabo el mundial fue en Valledupar, en Colombia y el estadio en el que se desarrollaron todos los partidos del torneo fue el Coliseo Cubierto Julio Monsalvo.
| Valledupar                      |
| Coliseo Cubierto Julio Monsalvo |
| Capacidad: 8.000                |
| Coliseo de Valledupar           |

## Símbolos

### Mascota
La mascota oficial del mundial, una tortuga de patas amarillas (Chelonodis carbonaria), también denominado como Morrocoy en Colombia dónde empresarios y periodistas lo llamaron ‘Ay Hombe’ y también tiene el nombre de Morro que tiene un sombrero de vallenato, un símbolo emblema proveniente del municipio de Valledupar. Está mascota ganó y superó a otras dos mascotas, una iguana y un ave.

## Calendario
Este fue el calendario de los partidos del mundial:
| FG | Fase de grupos | CF | Cuartos de final y Eliminados 9°-12° | SF | Semifinales y Eliminados 5°-8° | F | Final y 3°-4° |

| Noviembre de 2018      | 18 Dom | 19 Lun | 20 Mar | 21 Mié | 22 Jue | 23 Vie        | 24 Sáb       | 25 Dom      |
| ---------------------- | ------ | ------ | ------ | ------ | ------ | ------------- | ------------ | ----------- |
| Fase (no. de partidos) | FG (1) | FG (5) | FG (6) | FG (6) |        | CF 9°-12° (6) | SF 5°-8° (4) | F 3°-4° (2) |

## Equipos participantes
En cursiva, los equipos debutantes.
En negrita, el equipo anfitrión.
| Confederación                                                   | Selección                                      | Clasificación |
| --------------------------------------------------------------- | ---------------------------------------------- | ------------- |
| CSFS (Sudamérica) (5 cupos)                                     |                                                |               |
| Colombia                                                        | (Anfitrión) (Tercer Lugar) Mundial Sub-20 2014 |               |
| Argentina                                                       | (Campeón) Mundial Sub-20 2014                  |               |
| Paraguay                                                        | (Subcampeón) Mundial Sub-20 2014               |               |
| Brasil                                                          | (Campeón) Sudamericano Sub-20 2018             |               |
| Bolivia                                                         | (Subcampeón) Sudamericano Sub-20 2018          |               |
| FEF (Europa) (3 cupos)                                          |                                                |               |
| Cataluña                                                        |                                                |               |
| Marruecos                                                       |                                                |               |
| Italia                                                          |                                                |               |
| CONCACFUTSAL (Norteamérica, Centroamérica y El Caribe) (1 cupo) | Estados Unidos                                 |               |
| CAFS (Asia) (1 cupo)                                            | India                                          |               |
| CAFS (Asia) (1 cupo)                                            | China                                          |               |
| CAFUSA (África) (1 cupo)                                        | Sudáfrica                                      |               |
| OFC (Oceanía) (1 cupo)                                          | Australia                                      |               |

- Originalmente  China estaba clasificada al mundial pero declinó su participación por razones desconocidas y el país de  India fue seleccionada como su reemplazo.

- Marruecos jugó y disputó las eliminatorias europeas clasificándose con Cataluña e Italia a pesar de ser un país africano.

## Sorteo
El sorteo se llevó a cabo el 24 de julio de 2018 en el centro comercial Guatapurí de Valledupar y los 12 equipos se dividieron en tres grupos de cuatro equipos, con el anfitrión Colombia asignado automáticamente en la línea 1.

| Línea 1                     | Línea 2                   | Línea 3                | Línea 4                          |
| --------------------------- | ------------------------- | ---------------------- | -------------------------------- |
| Colombia Argentina Paraguay | Brasil Cataluña Australia | Marruecos Italia India | Bolivia Sudáfrica Estados Unidos |

### Grupos
Tras el sorteo, los grupos quedaron de la siguiente manera:
| Grupo A                              | Grupo B                            | Grupo C                               |
| ------------------------------------ | ---------------------------------- | ------------------------------------- |
| Argentina Cataluña Marruecos Bolivia | Colombia Australia India Sudáfrica | Paraguay Brasil Italia Estados Unidos |

## Primera fase

### Grupo A
| Grupo A   | Pts | J | G | E | P | GF | GC | Dif |
| --------- | --- | - | - | - | - | -- | -- | --- |
| Argentina | 6   | 3 | 3 | 0 | 0 | 14 | 7  | +7  |
| Cataluña  | 3   | 3 | 1 | 1 | 1 | 12 | 12 | 0   |
| Marruecos | 2   | 3 | 0 | 2 | 1 | 10 | 15 | -5  |
| Bolivia   | 1   | 3 | 0 | 1 | 3 | 12 | 14 | -2  |

| 19 de noviembre de 2018 | Argentina | 7:2 (4:0) | Marruecos | Coliseo Cubierto Julio Monsalvo, Valledupar, César |  |
| 18:30                   |           | Reporte   |           |                                                    |  |

| 19 de noviembre de 2018 | Cataluña | 6:5 (2:2) | Bolivia | Coliseo Cubierto Julio Monsalvo, Valledupar, César |  |
| 21:00                   |          | Reporte   |         |                                                    |  |

| 20 de noviembre de 2018 | Argentina | 2:1 (1:0) | Cataluña | Coliseo Cubierto Julio Monsalvo, Valledupar, César |  |
| 21:00                   |           |           |          |                                                    |  |

| 20 de noviembre de 2018 | Marruecos | 3:3 | Bolivia | Coliseo Cubierto Julio Monsalvo, Valledupar, César |  |
| 23:30                   |           |     |         |                                                    |  |

| 21 de noviembre de 2018 | Cataluña | 5:5 (2:2) | Marruecos | Coliseo Cubierto Julio Monsalvo, Valledupar, César |  |
| 13:30                   |          | Reporte   |           |                                                    |  |

| 21 de noviembre de 2018 | Argentina | 5:4     | Bolivia | Coliseo Cubierto Julio Monsalvo, Valledupar, César |  |
| 23:30                   |           | Reporte |         |                                                    |  |

### Grupo B
| Grupo B   | Pts | J | G | E | P | GF | GC | Dif |
| --------- | --- | - | - | - | - | -- | -- | --- |
| Colombia  | 6   | 3 | 3 | 0 | 0 | 36 | 1  | +25 |
| Sudáfrica | 4   | 3 | 2 | 0 | 1 | 13 | 8  | +5  |
| Australia | 2   | 3 | 1 | 0 | 2 | 9  | 19 | -10 |
| India     | 0   | 3 | 0 | 0 | 3 | 6  | 36 | -30 |

| 18 de noviembre de 2018 | Colombia | 22:0 (12:0) | India | Coliseo Cubierto Julio Monsalvo, Valledupar, César |  |
| 19:00                   |          | Reporte     |       |                                                    |  |

| 19 de noviembre de 2018 | Australia | 2:5 (0:3) | Sudáfrica | Coliseo Cubierto Julio Monsalvo, Valledupar, César |  |
| 17:00                   |           | Reporte   |           |                                                    |  |

| 20 de noviembre de 2018 | India | 2:7 | Sudáfrica | Coliseo Cubierto Julio Monsalvo, Valledupar, César |  |
| 15:30                   |       |     |           |                                                    |  |

| 20 de noviembre de 2018 | Colombia | 10:0 (5:0) | Australia | Coliseo Cubierto Julio Monsalvo, Valledupar, César |  |
| 19:30                   |          |            |           |                                                    |  |

| 21 de noviembre de 2018 | Australia | 7:4     | India | Coliseo Cubierto Julio Monsalvo, Valledupar, César |  |
| 16:30                   |           | Reporte |       |                                                    |  |

| 21 de noviembre de 2018 | Colombia | 4:1 (0:0) | Sudáfrica | Coliseo Cubierto Julio Monsalvo, Valledupar, César |  |
| 19:30                   |          | Reporte   |           |                                                    |  |

### Grupo C
| Grupo C        | Pts | J | G | E | P | GF | GC | Dif |
| -------------- | --- | - | - | - | - | -- | -- | --- |
| Brasil         | 6   | 3 | 3 | 0 | 0 | 24 | 5  | +19 |
| Paraguay       | 4   | 3 | 2 | 0 | 1 | 30 | 4  | +26 |
| Italia         | 2   | 3 | 1 | 0 | 2 | 13 | 15 | -2  |
| Estados Unidos | 0   | 3 | 0 | 0 | 3 | 1  | 44 | -43 |

| 19 de noviembre de 2018 | Paraguay | 8:0 (5:0) | Italia | Coliseo Cubierto Julio Monsalvo, Valledupar, César |  |
| 20:00                   |          | Reporte   |        |                                                    |  |

| 19 de noviembre de 2018 | Brasil | 14:0 (5:0) | Estados Unidos | Coliseo Cubierto Julio Monsalvo, Valledupar, César |  |
| 23:00                   |        | Reporte    |                |                                                    |  |

| 20 de noviembre de 2018 | Italia | 10:1 (3:0) | Estados Unidos | Coliseo Cubierto Julio Monsalvo, Valledupar, César |  |
| 14:00                   |        |            |                |                                                    |  |

| 20 de noviembre de 2018 | Paraguay | 2:4 (1:3) | Brasil | Coliseo Cubierto Julio Monsalvo, Valledupar, César |  |
| 17:00                   |          |           |        |                                                    |  |

| 21 de noviembre de 2018 | Paraguay | 20:0 (11:0) | Estados Unidos | Coliseo Cubierto Julio Monsalvo, Valledupar, César |  |
| 15:00                   |          | Reporte     |                |                                                    |  |

| 21 de noviembre de 2018 | Brasil | 6:3     | Italia | Coliseo Cubierto Julio Monsalvo, Valledupar, César |  |
| 21:00                   |        | Reporte |        |                                                    |  |

## Mejores terceros
Los dos mejores de los terceros puestos avanzan a la segunda ronda.
| N.º | Equipo    | Gr | Pts | J | G | E | P | GF | GC | Dif |
| --- | --------- | -- | --- | - | - | - | - | -- | -- | --- |
| 1.  | Italia    | C  | 2   | 3 | 1 | 0 | 2 | 13 | 15 | -2  |
| 2.  | Marruecos | A  | 2   | 3 | 0 | 2 | 1 | 10 | 15 | -5  |
| 3.  | Australia | B  | 2   | 3 | 1 | 0 | 2 | 9  | 19 | -10 |

## Fase final

### Cuadro de desarrollo
|  | Noveno puesto       | Noveno puesto       |                 |   | 5.º y 8.º puesto | 5.º y 8.º puesto |           |   | Cuartos de final | Cuartos de final |          |   | Semifinales   | Semifinales   |  |  | Final | Final |
|  |                     |                     |                 |   |                  |                  |           |   |                  |                  |          |   |               |               |  |  |       |       |
|  |                     |                     |                 |   |                  |                  |           |   |                  |                  |          |   |               |               |  |  |       |       |
|  |                     |                     |                 |   |                  |                  |           |   |                  |                  |          |   |               |               |  |  |       |       |
|  |                     |                     |                 |   |                  |                  |           |   | Argentina        | 3                |          |   |               |               |  |  |       |       |
|  |                     |                     |                 |   |                  |                  |           |   | Argentina        | 3                |          |   |               |               |  |  |       |       |
|  |                     |                     | Marruecos       | 0 |                  |                  |           |   |                  |                  |          |   |               |               |  |  |       |       |
|  |                     | Marruecos           | Marruecos       | 0 | 7                |                  |           |   |                  | Argentina        | 4        |   |               |               |  |  |       |       |
|  |                     |                     |                 |   | 7                |                  |           |   |                  | Argentina        | 4        |   |               |               |  |  |       |       |
|  |                     |                     | Italia          | 3 |                  |                  | Brasil    | 3 |                  |                  |          |   |               |               |  |  |       |       |
|  | Brasil              | 3                   | Italia          | 3 |                  |                  | Brasil    | 3 |                  |                  |          |   |               |               |  |  |       |       |
|  | Brasil              | 3                   |                 |   |                  |                  |           |   |                  |                  |          |   |               |               |  |  |       |       |
|  |                     |                     | Italia          | 2 |                  |                  |           |   |                  |                  |          |   |               |               |  |  |       |       |
|  | Australia           | 2                   | Italia          | 2 |                  |                  | Argentina | 2 |                  |                  |          |   |               |               |  |  |       |       |
|  | Australia           | 2                   |                 |   |                  |                  | Argentina | 2 |                  |                  |          |   |               |               |  |  |       |       |
|  | Bolivia             | 8                   |                 |   | Paraguay (t.s.)  | 3                |           |   |                  |                  |          |   |               |               |  |  |       |       |
|  | Bolivia             | 8                   | Colombia        | 2 | Paraguay (t.s.)  | 3                |           |   |                  |                  |          |   |               |               |  |  |       |       |
|  |                     |                     | Colombia        | 2 |                  |                  |           |   |                  |                  |          |   |               |               |  |  |       |       |
|  |                     |                     | Paraguay        | 3 |                  |                  |           |   |                  |                  |          |   |               |               |  |  |       |       |
|  | Decimoprimer puesto | Decimoprimer puesto | Paraguay        | 3 | Colombia         | 7                |           |   |                  |                  | Paraguay | 5 | Tercer puesto | Tercer puesto |  |  |       |       |
|  | Decimoprimer puesto | Decimoprimer puesto |                 |   | Colombia         | 7                |           |   |                  |                  | Paraguay | 5 | Tercer puesto | Tercer puesto |  |  |       |       |
|  |                     |                     |                 |   | Sudáfrica        | 2                |           |   | Cataluña         | 1                |          |   |               |               |  |  |       |       |
|  | India               | 3                   | Cataluña (t.s.) | 8 | Sudáfrica        | 2                | Brasil    | 4 | Cataluña         | 1                |          |   |               |               |  |  |       |       |
|  | India               | 3                   | Cataluña (t.s.) | 8 |                  |                  | Brasil    | 4 |                  |                  |          |   |               |               |  |  |       |       |
|  | Estados Unidos      | 4                   |                 |   | Sudáfrica        | 7                |           |   | Cataluña         | 2                |          |   |               |               |  |  |       |       |

### Cuadro general
|  | Cuartos de final | Cuartos de final |                  |           | Semifinales     | Semifinales     |        |              | Final           | Final           |  |
|  | 23 de noviembre  | 23 de noviembre  |                  |           | 24 de noviembre | 24 de noviembre |        |              | 25 de noviembre | 25 de noviembre |  |
|  |                  |                  |                  |           |                 |                 |        |              |                 |                 |  |
|  |                  |                  |                  |           |                 |                 |        |              |                 |                 |  |
|  | Argentina        | 3                |                  |           |                 |                 |        |              |                 |                 |  |
|  | Argentina        | 3                |                  |           |                 |                 |        |              |                 |                 |  |
|  | Marruecos        | 0                |                  |           |                 |                 |        |              |                 |                 |  |
|  | Marruecos        | 0                |                  | Argentina | 4               |                 |        |              |                 |                 |  |
|  |                  |                  |                  | Argentina | 4               |                 |        |              |                 |                 |  |
|  |                  |                  | Brasil           | 3         |                 |                 |        |              |                 |                 |  |
|  | Brasil           | 3                | Brasil           | 3         |                 |                 |        |              |                 |                 |  |
|  | Brasil           | 3                |                  |           |                 |                 |        |              |                 |                 |  |
|  | Italia           | 2                |                  |           |                 |                 |        |              |                 |                 |  |
|  | Italia           | 2                |                  |           |                 |                 |        | Argentina    | 2               |                 |  |
|  |                  |                  |                  |           |                 |                 |        | Argentina    | 2               |                 |  |
|  |                  |                  | Paraguay (t. s.) | 3         |                 |                 |        |              |                 |                 |  |
|  | Colombia         | 2                | Paraguay (t. s.) | 3         |                 |                 |        |              |                 |                 |  |
|  | Colombia         | 2                |                  |           |                 |                 |        |              |                 |                 |  |
|  | Paraguay         | 3                |                  |           |                 |                 |        |              |                 |                 |  |
|  | Paraguay         | 3                |                  | Paraguay  | 5               |                 |        | Tercer lugar | Tercer lugar    |                 |  |
|  |                  |                  |                  | Paraguay  | 5               |                 |        | Tercer lugar | Tercer lugar    |                 |  |
|  |                  |                  | Cataluña         | 1         |                 |                 |        |              |                 |                 |  |
|  | Cataluña (t. s.) | 8                | Cataluña         | 1         |                 |                 | Brasil | 4            |                 |                 |  |
|  | Cataluña (t. s.) | 8                |                  |           |                 |                 | Brasil | 4            |                 |                 |  |
|  | Sudáfrica        | 7                |                  |           |                 |                 |        |              | Cataluña        | 2               |  |
|  | Sudáfrica        | 7                |                  |           |                 |                 |        |              | Cataluña        | 2               |  |
|  |                  |                  |                  |           |                 |                 |        |              |                 |                 |  |

### Quinto lugar
|  | Quinto puesto play-off |   |
|  |                        |   |
|  | 24 de noviembre        |   |
|  |                        |   |
|  | Colombia               | 7 |
|  | Colombia               | 7 |
|  | Sudáfrica              | 2 |
|  | Sudáfrica              | 2 |

### Séptimo lugar
|  | Séptimo puesto play-off |   |
|  |                         |   |
|  | 24 de noviembre         |   |
|  |                         |   |
|  | Marruecos               | 7 |
|  | Marruecos               | 7 |
|  | Italia                  | 3 |
|  | Italia                  | 3 |

### Noveno lugar
|  | Noveno puesto play-off |   |
|  |                        |   |
|  | 23 de noviembre        |   |
|  |                        |   |
|  | Australia              | 2 |
|  | Australia              | 2 |
|  | Bolivia                | 8 |
|  | Bolivia                | 8 |

### Decimoprimer lugar
|  | Undécimo puesto play-off |   |
|  |                          |   |
|  | 23 de noviembre          |   |
|  |                          |   |
|  | India                    | 3 |
|  | India                    | 3 |
|  | Estados Unidos           | 4 |
|  | Estados Unidos           | 4 |

### Cuartos de final
| 23 de noviembre de 2018 | Argentina | 3:0     | Marruecos | Coliseo Cubierto Julio Monsalvo, Valledupar, César |  |
| 21:00                   |           | Reporte |           |                                                    |  |

| 23 de noviembre de 2018 | Brasil | 3:2     | Italia | Coliseo Cubierto Julio Monsalvo, Valledupar, César |  |
| 17:00                   |        | Reporte |        |                                                    |  |

| 23 de noviembre de 2018 | Colombia | 2:3 (1:3) | Paraguay | Coliseo Cubierto Julio Monsalvo, Valledupar, César |  |
| 19:30                   |          | Reporte   |          |                                                    |  |

| 23 de noviembre de 2018 | Cataluña | 8:7 (5:5, 3:0) (t. s.)(3:2 t. s.) | Sudáfrica | Coliseo Cubierto Julio Monsalvo, Valledupar, César |  |
| 15:00                   |          | Reporte                           |           |                                                    |  |

### Semifinales
| 24 de noviembre de 2018 | Argentina | 4:3 (0:1) | Brasil | Coliseo Cubierto Julio Monsalvo, Valledupar, César |  |
| 20:00                   |           |           |        |                                                    |  |

| 24 de noviembre de 2018 | Paraguay | 5:1 (1:0) | Cataluña | Coliseo Cubierto Julio Monsalvo, Valledupar, César |  |
| 21:30                   |          |           |          |                                                    |  |

### Undécimo puesto
| 23 de noviembre de 2018 | India | 3:4 (1:2) | Estados Unidos | Coliseo Cubierto Julio Monsalvo, Valledupar, César |  |
| 10:00                   |       | Reporte   |                |                                                    |  |

### Noveno puesto
| 23 de noviembre de 2018 | Australia | 2:8     | Bolivia | Coliseo Cubierto Julio Monsalvo, Valledupar, César |  |
| 11:30                   |           | Reporte |         |                                                    |  |

### Séptimo puesto
| 24 de noviembre de 2018 | Marruecos | 7:3 | Italia | Coliseo Cubierto Julio Monsalvo, Valledupar, César |  |
| 16:00                   |           |     |        |                                                    |  |

### Quinto puesto
| 24 de noviembre de 2018 | Colombia | 7:2 (4:1) | Sudáfrica | Coliseo Cubierto Julio Monsalvo, Valledupar, César |  |
| 18:00                   |          |           |           |                                                    |  |

### Tercer puesto
| 25 de noviembre de 2018 | Brasil | 4:2 (2:1) | Cataluña | Coliseo Cubierto Julio Monsalvo, Valledupar, César |  |
|                         |        | Reporte   |          |                                                    |  |

### Final
| 25 de noviembre de 2018 | Argentina | 2:3 (2:2, 2:1) (t. s.)(0:1 t. s.) | Paraguay | Coliseo Cubierto Julio Monsalvo, Valledupar, César |  |
| 17:30                   |           | Reporte                           |          |                                                    |  |

|                              |
| Bandera de Paraguay          |
| Campeón Paraguay 1.er Título |

## Tabla general
| Pos. | Equipo         | Pts | J | G | E | P | GF | GC | Dif. | Rend. |
| ---- | -------------- | --- | - | - | - | - | -- | -- | ---- | ----- |
| 1    | Paraguay       | 10  | 6 | 5 | 0 | 1 | 41 | 9  | +32  | 83,3% |
| 2    | Argentina      | 10  | 6 | 5 | 0 | 1 | 23 | 13 | +10  | 83,3% |
| 3    | Brasil         | 10  | 6 | 5 | 0 | 1 | 34 | 13 | +21  | 83,3% |
| 4    | Cataluña       | 5   | 6 | 2 | 1 | 3 | 23 | 28 | -5   | 35,7% |
| 5    | Colombia       | 8   | 5 | 4 | 0 | 1 | 45 | 6  | +39  | 80%   |
| 6    | Sudáfrica      | 4   | 5 | 2 | 0 | 3 | 22 | 23 | -1   | 40%   |
| 7    | Marruecos      | 5   | 5 | 1 | 2 | 2 | 17 | 21 | -4   | 50%   |
| 8    | Italia         | 2   | 5 | 1 | 0 | 4 | 18 | 25 | -7   | 20%   |
| 9    | Bolivia        | 2   | 4 | 1 | 1 | 2 | 20 | 16 | +4   | 33,3% |
| 10   | Australia      | 2   | 4 | 1 | 0 | 3 | 11 | 27 | -16  | 25%   |
| 11   | Estados Unidos | 0   | 4 | 1 | 0 | 3 | 5  | 47 | -42  | 25%   |
| 12   | India          | 0   | 4 | 0 | 0 | 4 | 9  | 40 | -31  | 0%    |

## Premios y reconocimientos

### Goleador
| Jugador              | Equipo | Goles |
| -------------------- | ------ | ----- |
| Fabio Junior de Lima | Brasil | 12    |

### Valla menos vencida
| Jugador         | Selección | Goles |
| --------------- | --------- | ----- |
| Carlos Mosquera | Colombia  | 6     |